# Othon de Oliveira Baena
Othon de Oliveira Baena (Rio de Janeiro, 24 de fevereiro de 1894 - ?), mais conhecido como Baena, foi um futebolista brasileiro que atuava como goleiro.
Ele foi um dos dissidentes do Fluminense que fundaram o Departamento de futebol do Flamengo, em 1912.

## Carreira
Baena iniciou a sua carreira pelo Botafogo, clube pelo qual foi campeão Carioca em 1910.
Em 1911, transferiu-se para o Fluminense, onde conquistou Campeonato Carioca daquele ano.
Em 1912, se rebelou junto a mais 9 jogadores, e fundaram o Departamento de futebol do Flamengo. Baena jogou pelo Flamengo entre 1912 e 1918, entrando em campo em 72 ocasiões, com 28 vitórias, 27 derrotas e 17 empates.
Baena sempre fez parte por diversas vezes de várias seleções cariocas.

## Conquistas
Botafogo
- Campeonato Carioca de Futebol: 1910

Fluminense
- Campeonato Carioca de Futebol: 1911

Flamengo
- Campeonato Carioca de Futebol: 1914[4], 1915
- Taça Jornal Folha do Norte: 1915
- Troféu Artístico: 1916
- Taça Tricentenário de Belém: 1916
- Taça Madame Gaby Coelho Netto: 1916
- Troféu Asilo do Bom Pastor: 1917
- Taça Sport Club Juiz de Fora: 1917